# Активні операції банків
Активні операції банків — укрупнення власних і клієнтських коштів. До активних операцій банку відносять такі: послуги по касі, розрахункові операції з клієнтами, кредитні операції, агентські (брокерські, трастові, видача порук і гарантій, консалтингові, маркетингові дослідження, фінансування капіталовкладень клієнтів), міжбанківські послуги на міжбанківському ринку, валютні операції та ін .
Активні операції, які банк може здійснювати для своїх клієнтів:
- Готівкові операції;
- Обліково-позичкові операції;
- Агентські послуги банку;
- Міжбанківський ринок і міжбанківські операції;
- Валютні операції;
- Фондові операції;
- Банківські консалтингові операції;
- Банківські операції з обслуговування населення.